# 琳迪·英格蘭

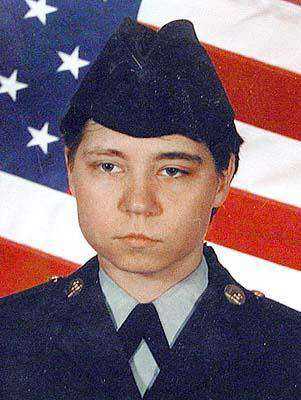
琳迪·英格蘭

琳迪·蘭娜·英格蘭（英語：Lynndie Rana England；1982年11月8日—）美国肯塔基州愛許蘭人，美軍女性士兵，為伊拉克戰爭期间阿布格莱布监狱虐囚門事件主要關係人之一。
2005年9月遭軍法審判在7項罪名，6項成立。在曝光的虐囚照片中，她像遛狗一樣，用帶子牽著1名全裸囚犯。她甚至嘴上叼著香菸站在被迫全裸的成排囚犯面前，用手指著他們的下體。德州胡德堡軍事法庭判決，當時22歲的琳迪虐囚等6項罪名成立，包括4項虐囚罪、1項陰謀罪及1項猥褻罪，法院判處琳迪三年徒刑，剝奪所有薪餉和津貼，降級至二等兵以及不名譽退伍處分。
據琳迪供詞，許多涉案美軍都把虐囚當成娛樂。首席軍事檢察官指出，「她清楚知道自己作為，樂在其中，所有自認的病態幽默，她都有份。」在服刑完畢之後，她於2010年11月前提早退役。
琳迪駐伊期間還與同袍及同案共犯查爾斯·格拉納交往並懷孕，格拉納亦已被判10年徒刑，是虐囚者中刑罰最重的。